# کشار پایین
کشار پایین یا کشار سفلی روستایی از توابع بخش کن شهرستان تهران در استان تهران ایران است. تاتی زبان رایج در روستای کشار سفلی است.

## جمعیت
این روستا در دهستان سولقان قرار دارد و براساس سرشماری مرکز آمار ایران در سال ۱۳۸۵، جمعیت آن ۱۸۳ نفر (۴۱خانوار) بوده‌است.